# Forces armées du Lesotho
Les forces armées du Lesotho sont composées d'une force de défense (armée de terre, armée de l'air et paramilitaires ainsi qu'une police militaire). Elles sont sous la responsabilité du Ministère de la Défense (le ministre est actuellement[Quand ?] Motanyane).
Les forces armées du Lesotho comprennent[Quand ?], 4 250 soldats dans l'armée de terre, 1 650 soldats dans l'armée de l'air, 650 soldats dans les activités paramilitaire et 265 soldats dans la police militaire.
À la suite de menaces éventuelles le Lesotho a positionné 3 500 soldats le long de la frontière avec l'Afrique du Sud.
Le Lesotho possède dans l'armée de réserve 6 500 soldats dans l'armée de terre, 2 850 soldats dans l'armée de l'air.
Elle a de forts liens avec les pays européens dont elle achète souvent des produits militaires divers.
Le Lesotho peut compter sur le soutien direct du Mozambique et du Zimbabwe qui peuvent en cas de nécessité amener 35 600 soldats[réf. nécessaire]. 
Les forces armées sont fortement impliqués dans la politique du pays et sont à l'origine de plusieurs coups d'État, six réussis entre 1970 et 2014, et mutineries

## Armée de l'air
| Aéronef            | Origine            | Type                         | Versions           | En service         | Notes                  |
| Avion de transport | Avion de transport | Avion de transport           | Avion de transport | Avion de transport | Avion de transport     |
| ------------------ | ------------------ | ---------------------------- | ------------------ | ------------------ | ---------------------- |
| CASA C-212         | Espagne            | Transport                    |                    | 2                  | 1 s'est écrasé en 1989 |
| Cessna 182         | États-Unis         | Transport                    |                    | 1                  |                        |
| Hélicoptère        |                    |                              |                    |                    |                        |
| Bell 412           | Italie             | Hélicoptère utilitaire       | AB412              | 3                  |                        |
| Mil Mi-2           | Union soviétique   | Hélicoptère léger utilitaire |                    | 2                  | Retiré en 1986         |
| Bo 105             | Allemagne          | Hélicoptère léger utilitaire | 105C               | 2                  |                        |
| Aérospatiale AS550 | France             | Hélicoptère utilitaire       |                    | 2                  |                        |
| Eurocopter EC135   | Union européenne   | Hélicoptère utilitaire       |                    |                    | 1 s'est écrasé en 2017 |